# Mercado de pescado

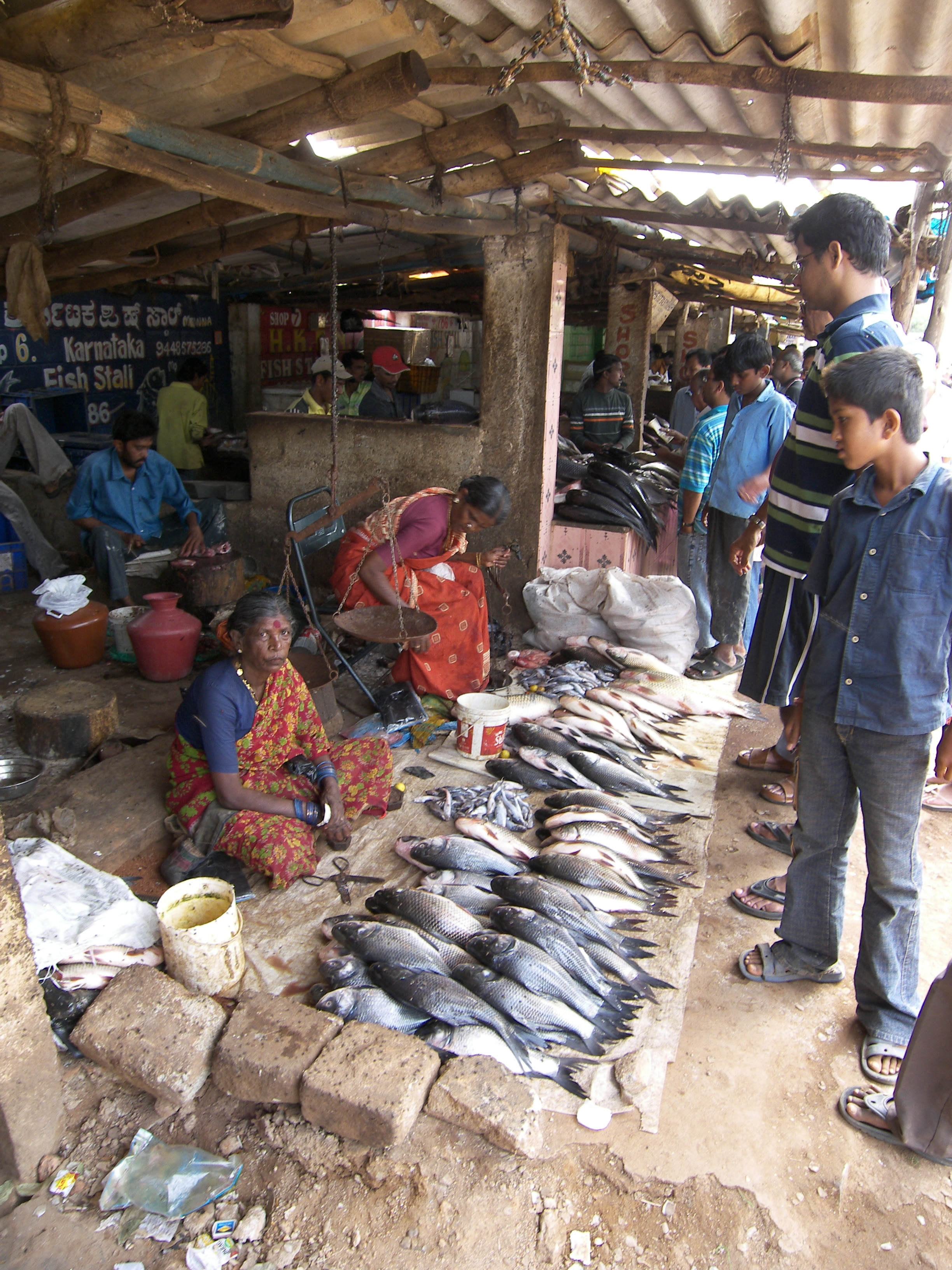
Un puesto de pescado en el mercado HAL, Bangalore

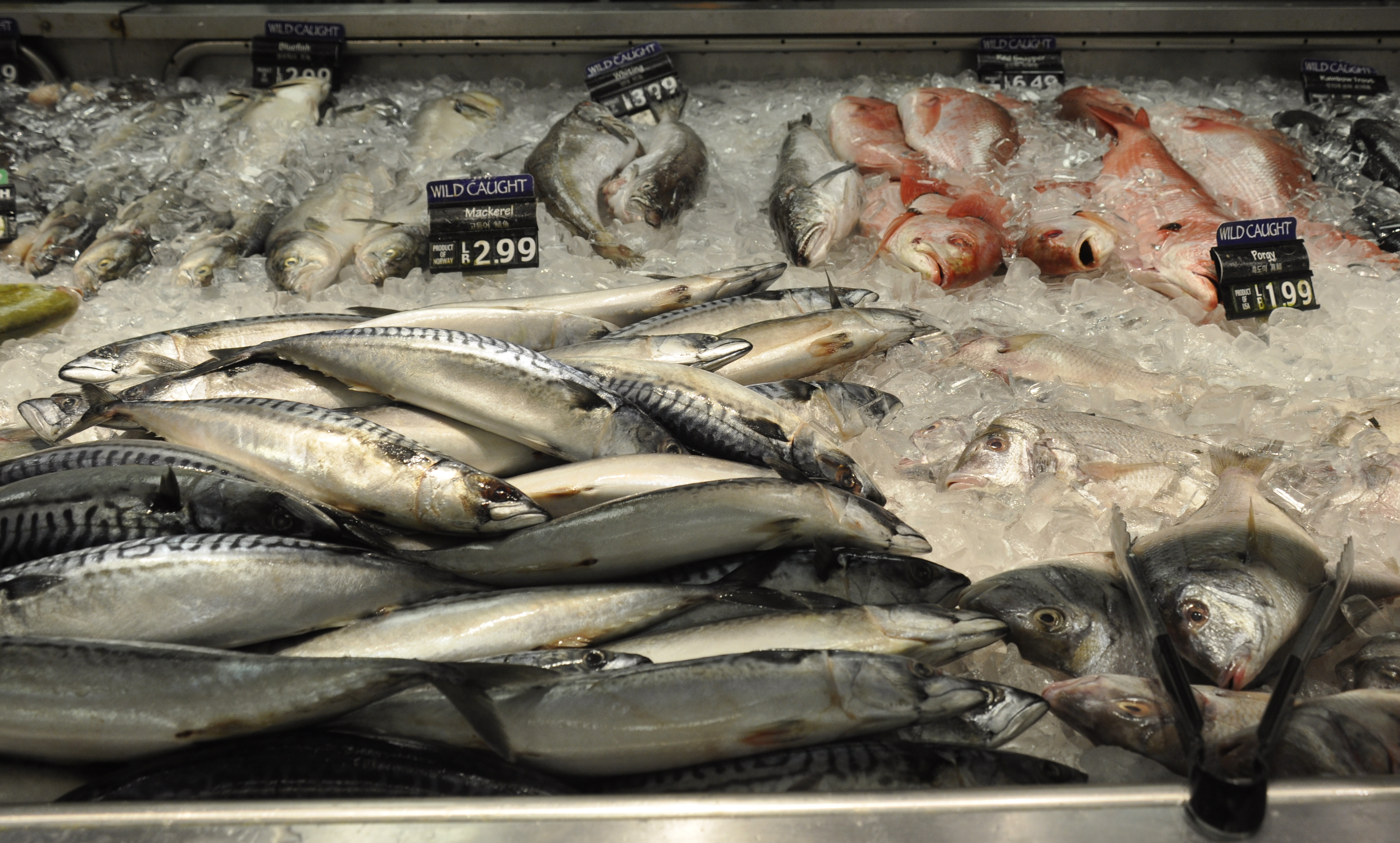
Área de venta de pescado en la tienda H Mart en Fairfax, Virginia con verdel, pescado azul, pargo, pescadilla y muchos otros pescados

Un mercado de pescado es un mercado en el que se vende pescado y productos pesqueros. Puede estar dedicado al comercio al por mayor entre pescadores y comerciantes de pescado, o a la venta de productos de mar a consumidores particulares, o a ambas funciones. Mercados minoristas de pescado, un tipo de mercado mojado, a menudo venden también comida callejera.
Los mercados de pescado varían en tamaño, desde pequeños puestos de pescado hasta los muy grandes, como el gran mercado de pescado de Tsukiji en la ciudad de Tokio, que mueve unas 660.000 toneladas de pescado y productos de mar al año.
El término mercado de pescado puede referirse también al proceso mismo de comercialización de pescado en general, pero este artículo se refiere específicamente a los lugares físicos.

## Historia y desarrollo

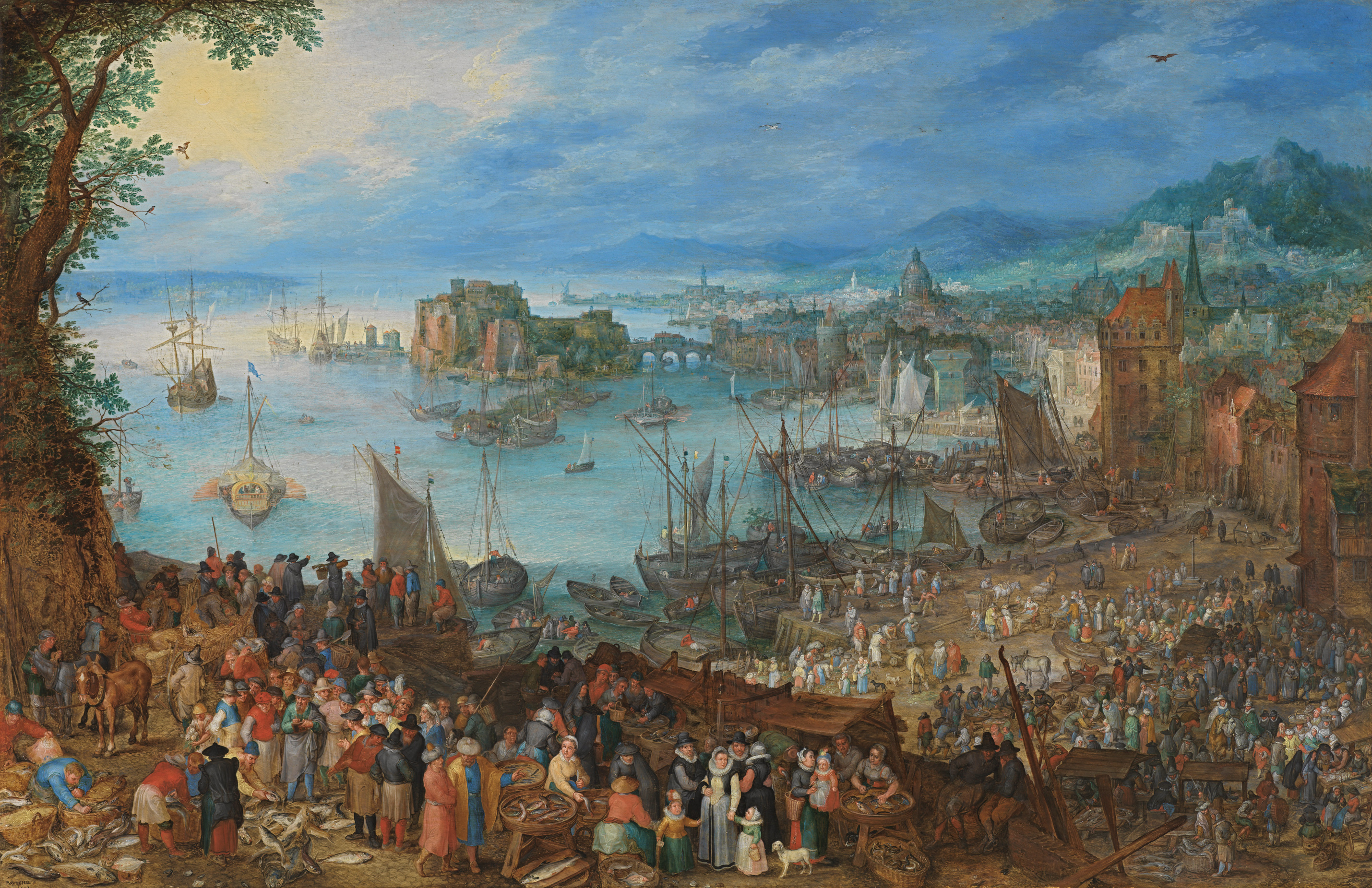
El Gran Mercado de Pescado, pintado por Jan Brueghel el Viejo

Los mercados de pescado eran conocidas en la antigüedad. Servían como un espacio público en donde un gran número de personas podía reunirse y hablar sobre la actualidad y la política local.

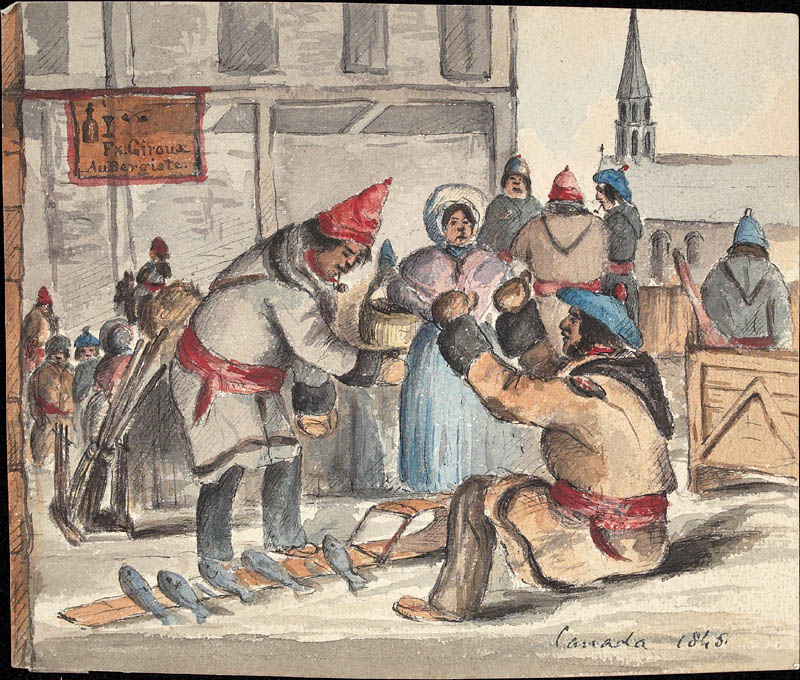
Venta de pescado en un mercado de Quebec, c. 1845.

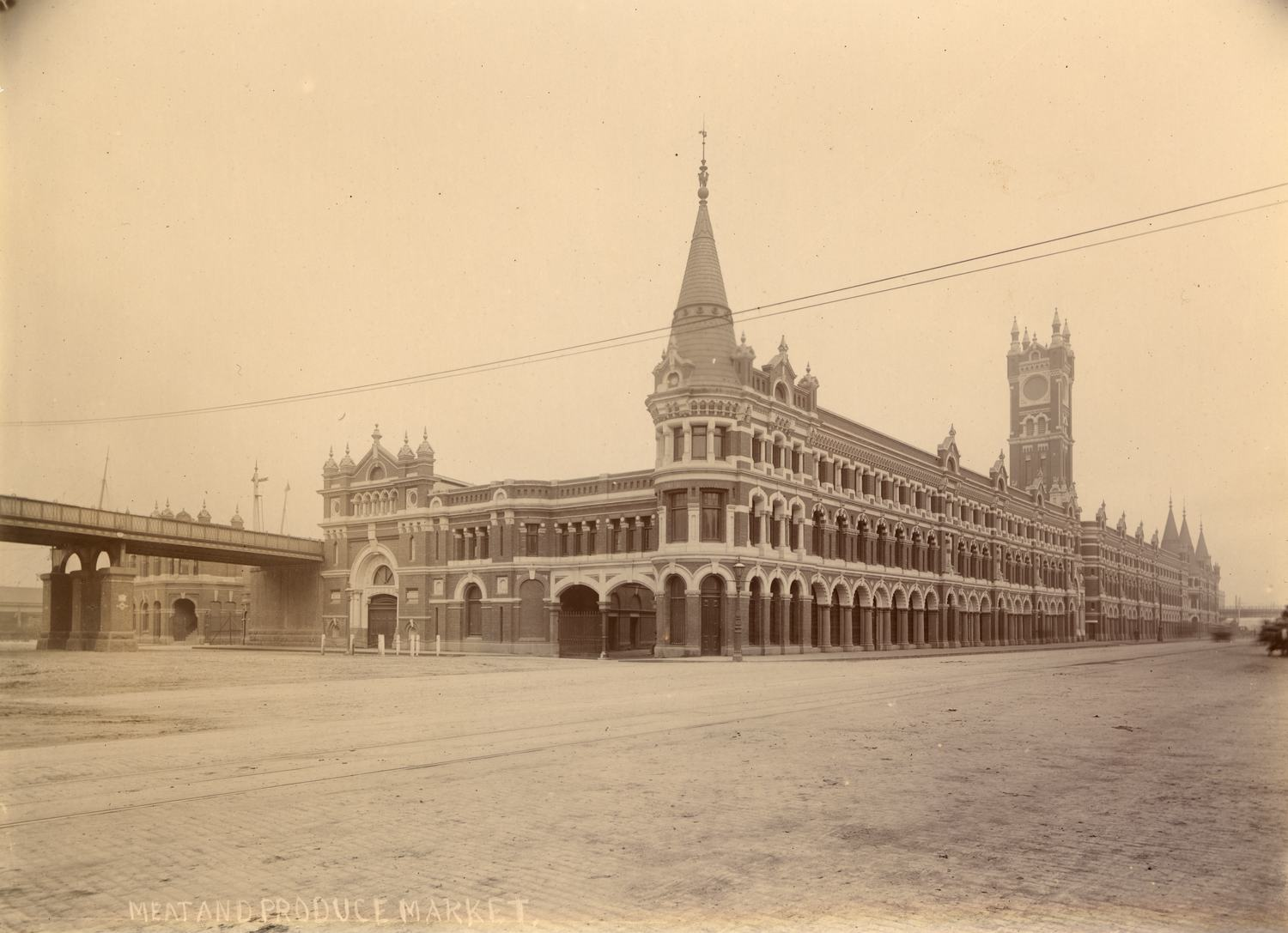
Mercado de pescado, Melbourne, Victoria, Australia, circa 1890

En tanto los mariscos se descomponen rápidamente, históricamente los mercados de pescado se encuentran más a menudo en ciudades costeras. Una vez que el hielo u otros métodos simples de enfriamiento se hicieron disponibles, algunos mercados también se establecieron en grandes ciudades del interior que tenían buenas rutas comerciales hacia la costa.

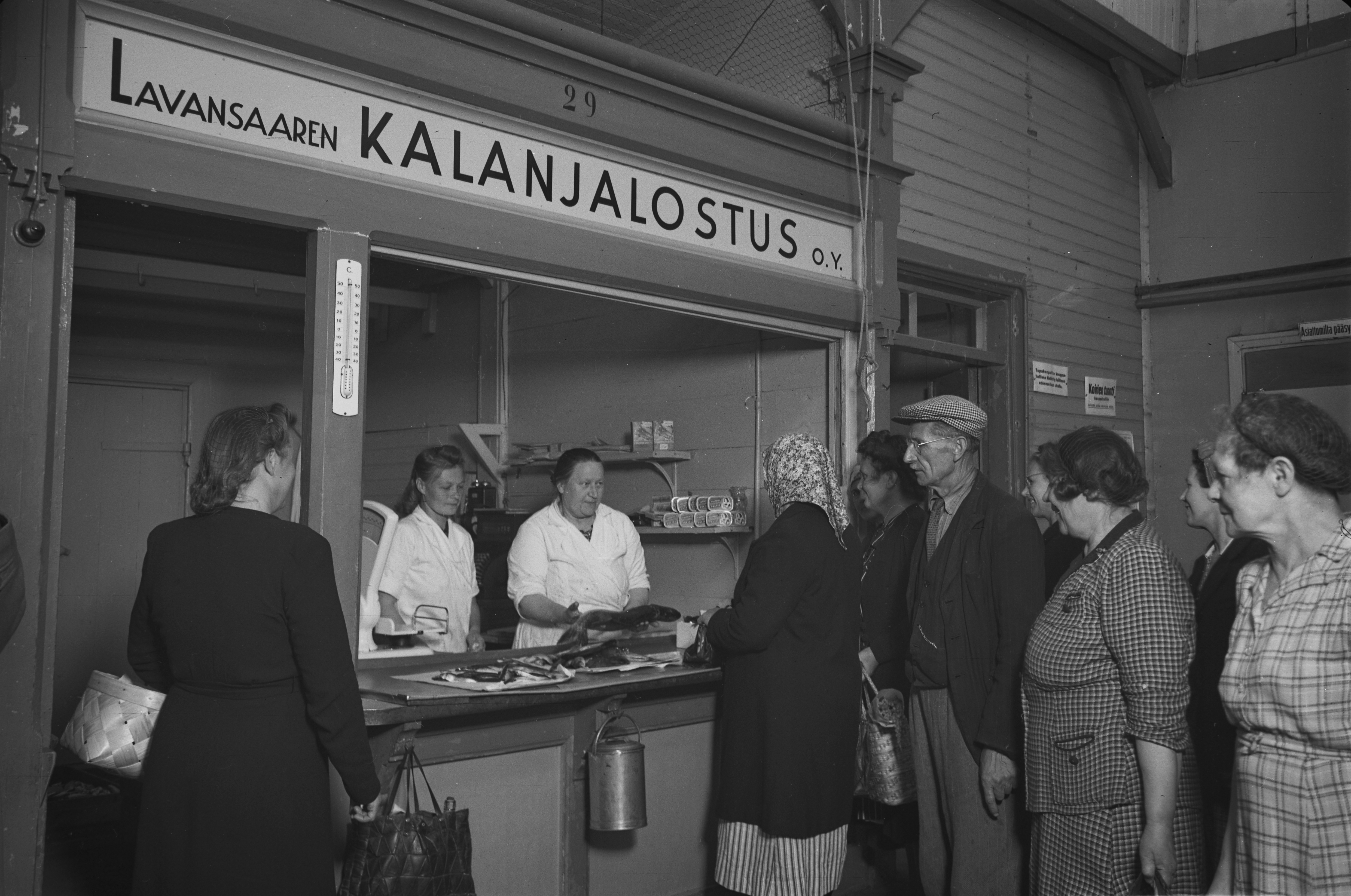
Clientes frente al mercado de Kotka, Finlandia, en la década de 1950.

Puesto que la refrigeración y el transporte rápido se volvieron disponibles en los siglos XIX y XX, técnicamente se pueden establecer mercados de pescado en cualquier lugar. Con todo, debido a que la logística comercial moderna en general se ha alejado de las plazas y grandes mercados y se ha enfocado en puntos de venta minorista, como los supermercados, la mayoría de productos del mar en todo el mundo se venden ahora a los consumidores a través de estos lugares, como la mayoría de los demás productos alimenticios.
En consecuencia, la mayoría de los principales mercados de pescado ahora se ocupan principalmente del comercio al por mayor, y los principales mercados minoristas de pescado existentes continúan operando tanto por razones tradicionales como comerciales. Ambos tipos de mercados de pescado son a menudo atracciones turísticas también.

## Mercados de pescado notables

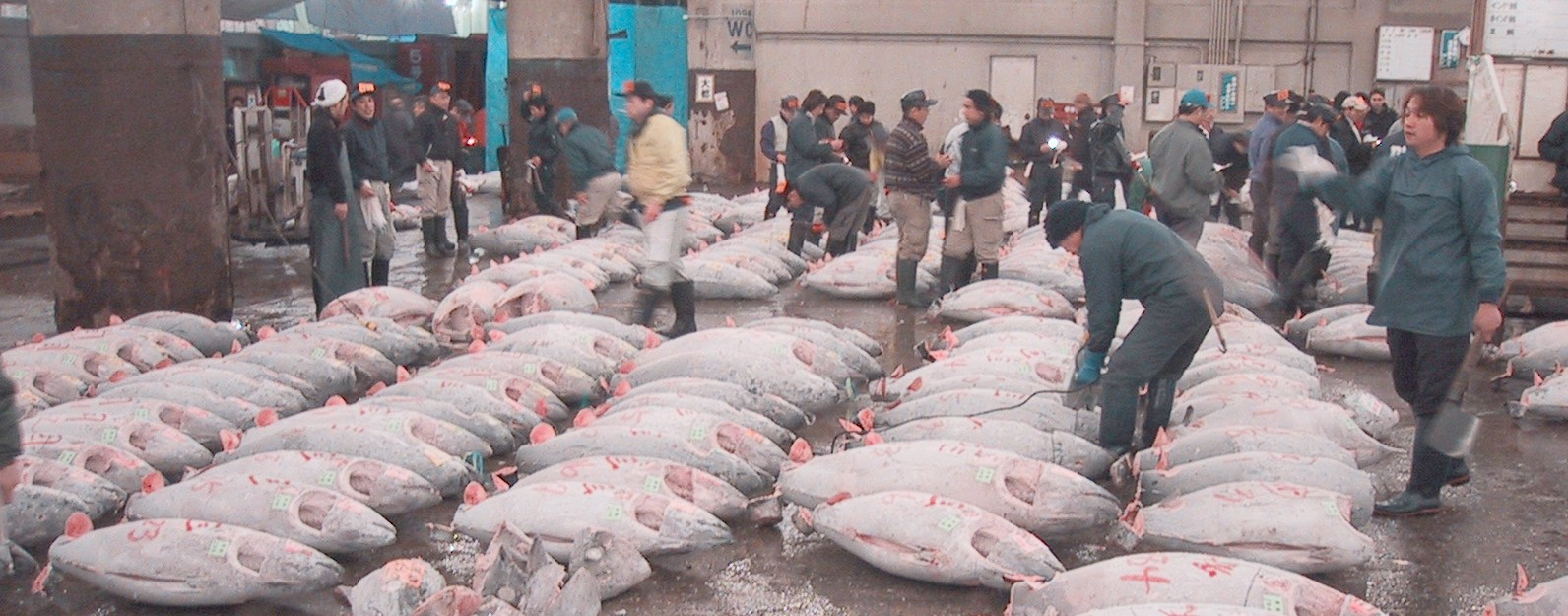
Atún congelado en el mercado de pescado de Tsukiji, Tokio

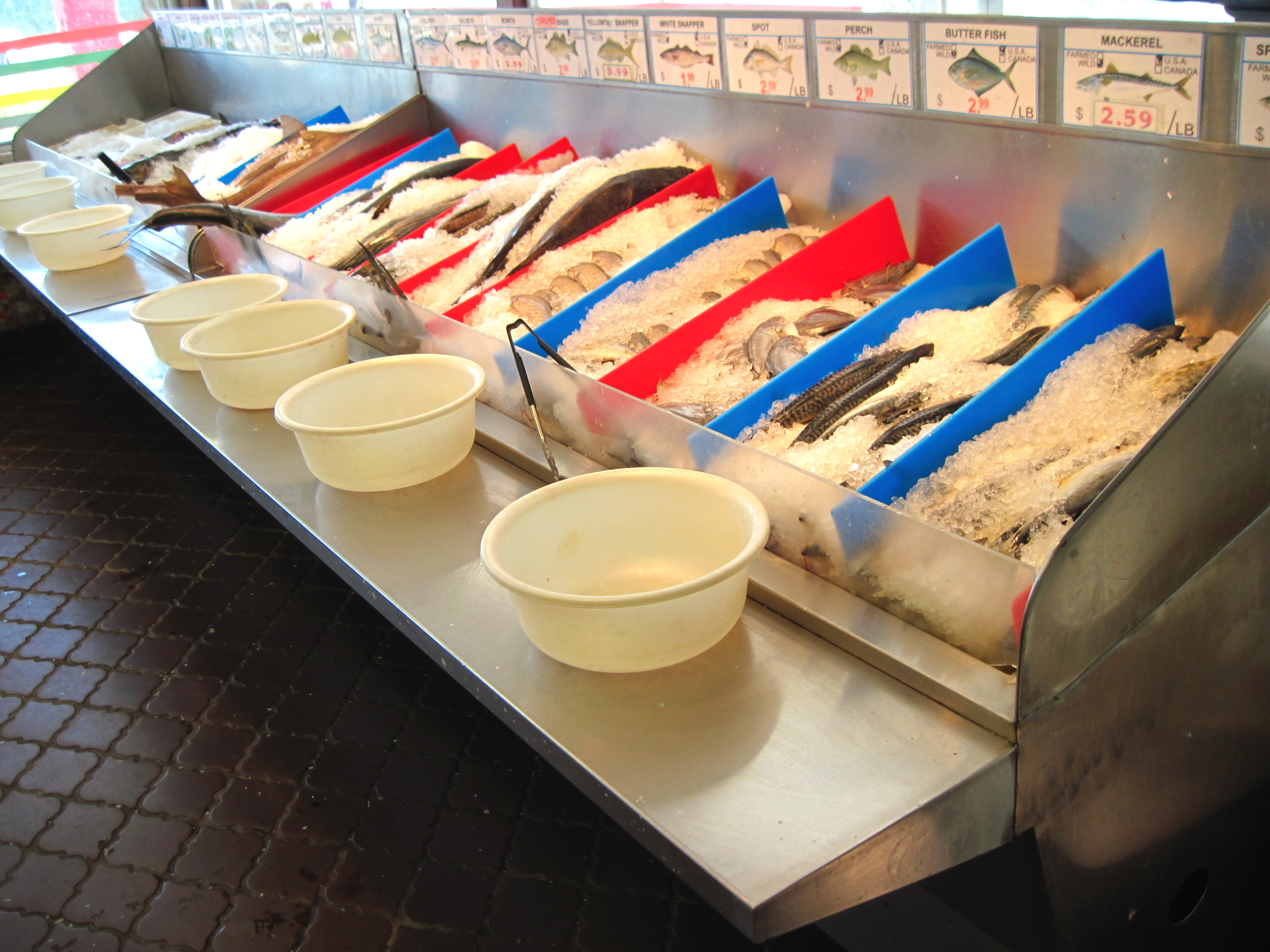
Exhibición de autoservicio en un mercado de pescado de Nueva Inglaterra, EE. UU. Los clientes usan pinzas para seleccionar su pescado, luego lo colocan en una tina de plástico para transferirlo al mostrador de pago o a la estación de fileteado.

La siguiente es una lista incompleta de mercados de pescado notables. (Véase también una lista de artículos de pescadería)

### Mercados operativos
- Mercado de Toyosu, Tokio, Japón, el mercado de pescado más grande del mundo, que reemplaza al antiguo mercado de Tsukiji, tiene al menos la misma capacidad pero con una infraestructura actualizada. Se inauguró el 11 de octubre de 2018, 5 días después del cierre del de Tsukiji (con fines de transferencia).
- La Nueva Viga, Ciudad de México, México; el segundo mercado de pescado más grande del mundo. Comercialización de entre 250.000 y 550.000 toneladas de productos del mar al año.
- Mercado de pescado de Sídney, Sídney, Australia, el tercer mercado de pescado más grande del mundo por volumen vendido y el segundo más grande en términos de variedad.
- Mercamadrid, Madrid, España; el cuarto mercado de pescado más grande del mundo, comercializando unas 220.000 toneladas al año.[1]
- Mercado de pescado de Billingsgate, Londres, Inglaterra, Reino Unido.
- Mercado de pescado de la cooperativa de Busan, Busan, Corea del Sur.
- Feskekôrka, Gotemburgo, Suecia.
- Mercado de pescado de Fulton, Nueva York, Estados Unidos.
- Mercado de pescado de Pike Place, Seattle, Washington, Estados Unidos.
- Mercado de pescado de Maine Avenue, Washington D. C., Estados Unidos.
- Mercado de mariscos de Aberdeen, Aberdeen, Isla de Hong Kong, Hong Kong .
- Mercado de pescado de Taipei, Taipei, Taiwán.

### Mercados históricos
- El mercado de pescado de Tsukiji en Tokio, Japón, era el mercado de pescado más grande del mundo y comercializaba unas 660.000 toneladas al año.[1] Cerró el 6 de octubre de 2018 después de 83 años de funcionamiento y la mayoría de las actividades se trasladaron al nuevo mercado de Toyosu.
- Mercado de Escania, un mercado anual histórico en la península de Falsterbo
- Mercado mayorista de mariscos de Huanan en Wuhan, China. Cerró el 1 de enero de 2020, cuando ganó la atención mundial tras ser identificado como un posible punto de origen del COVID-19 y la pandemia resultante.